# Франк, Мауриц
Мауриц Франк (нидерл. Maurits Frank; 29 июля 1892, Роттердам — 3 марта 1959, Кёльн) — нидерландско-немецкий виолончелист.

## Творческий путь
Учился в Амстердаме у Исаака Моссела, прошёл также курс обучения у Пабло Казальса. В 19-летнем возрасте перебрался в Германию, преподавал в Хайдельберге и Нойштадте. С 1915 г. профессор франкфуртской Консерватории Хоха. С этого же времени играл в струнном квартете Адольфа Ребнера вместе с Паулем Хиндемитом, в 1921 г. вместе с ним перешёл в квартет Ликко Амара, где выступал до 1929 года. Одновременно в течение 1920-х гг. много работал в Праге, выступая в составе струнного квартета Новака-Франка и в струнном трио со Станиславом Новаком и Эрвином Шульгофом. После прихода к власти нацистов жил и работал в Нидерландах, в 1949 году вернулся в Германию и преподавал виолончель и камерный ансамбль в Кёльнской высшей школе музыки. В 1957 г. основал Рейнский камерный оркестр.
Наиболее тесное творческое содружество связывало Франка с двумя композиторами: Хиндемитом и Богуславом Мартину. Хиндемит посвятил Франку Сонату для виолончели соло (впервые исполнена Франком 6 мая 1923 г.), Франк был также первым исполнителем Концерта для виолончели с оркестром Op. 3 (28 июня 1916 г., дирижировал автор), Трёх пьес для виолончели и фортепиано Op. 8 (12 марта 1917 г., с Вилли Реннером), Сонаты для виолончели и фортепиано Op. 11 No. 3 (27 октября 1919 г., с Эммой Люббеке-Йоб), Струнного трио (6 августа 1924 г., с Амаром и Хиндемитом). Кроме того, Хиндемит сочинил в честь Франка шуточные пьесы «Меланхоличный Мау» (англ. The spleeny Mau) в форме рэгтайма и «Могучая пища» (нидерл. Een krachtig voedsel) в форме вальса, исполнявшиеся на дружеских вечеринках. Мартину посвятил Франку Концертино для виолончели, духовых, ударных и фортепиано (1924), которое, однако, было впервые исполнено лишь 25 лет спустя Иваном Вечтомовым, а Дуэт № 1 для скрипки и виолончели (1927) был посвящён обоим первым исполнителям — Франку и Станиславу Новаку; квартет Новака-Франка впервые исполнил Второй струнный квартет Мартину (12 ноября 1925 г.). Кроме того, Франк был первым исполнителем Трёх маленьких пьес для виолончели и фортепиано Op. 11 Антона Веберна (1924, с Эдуардом Цукмайером).